# إلسا أندرسون (غطاسة)
إلسا أندرسون (بالسويدية: Elsa Andersson)‏ هي غطاسة سويدية، ولدت في 19 أغسطس 1894 في ستوكهولم في السويد، وتوفيت في 26 يناير 1994.

## وصلات خارجية
- إلسا أندرسون على موقع أوليمبيديا (الإنجليزية)
- إلسا أندرسون على موقع اللجنة الأولمبية السويدية (السويدية)